# Spiniphiline
Spiniphiline is een geslacht van weekdieren uit de klasse van de Gastropoda (slakken).

## Soorten
- Spiniphiline caboverdensis Malaquias, Ohnheiser, Oskars & Willassen, 2016
- Spiniphiline kensleyi Gosliner, 1988
- Spiniphiline persei Caballer & Ortea, 2015